# Ciril IV
Ciril IV (en grec Κύριλλος Δ') va ser patriarca de Constantinoble de l'any 1711 al 1713.
Havia nascut a Mitilene, a l'illa de Lesbos. Era conegut per la seva erudició. Va ser metropolità de Cízic, i el 1709 va ser elegit patriarca de Constantinoble, però per la influència del Gran Visir va ser Atanasi V qui va ocupar la seu. Quan Atanasi va ser deposat va ocupar el tron del Patriarcat i va buscar formes de finançament per l'Església Ortodoxa. Es va negar a augmentar el pagament a la Sublim Porta, fins que es va veure obligat a dimitir. Va viure a Constantinoble fins a la seva mort l'any 1728. El 1718 havia participat en un Sínode a la capital.